# Atanarik
Atanarik, var en visigotisk hövding, död 381.
Atanarik skall av sin far ha uppfostrats att hata romarna. Under 300-talet bodde visigoterna huvudsakligen i ett område mellan Dnjestr och Donau, och de kristnade goterna sökte under Wulfilas ledning skydd i romerska Mesien. Som hövding kom Atanarik att år 348 anställa förföljelser på kristna. Efter att ha understött usurpatorn Prokopios tvangs Atanarik till underkastelse 369, och anställde därefter nya förföljelser på kristna.
År 375 invaderade hunnerna. Visigoterna försökte förgäves hålla stånd vid först Dnjestr och sedan vid Prut. Hövdingen Fritigern som var Atanariks medtävlare om makten, ledde en del av folket in på romerskt område, medan Atanarik drog sig upp på Siebenbürgens högland. Där anfölls han senare inte bara av ostrogoter utan också av Fritigerns styrkor, och tvingades år 380 söka skydd under kejsar Theodosius I.
Atanarik avled i Konstantinopel 381 och begravdes med stor ståt. Han antog aldrig kristendomen och under hans tid kristnades heller inte de goter han styrde över.